# 6-Stunden-Rennen von Brands Hatch 1977

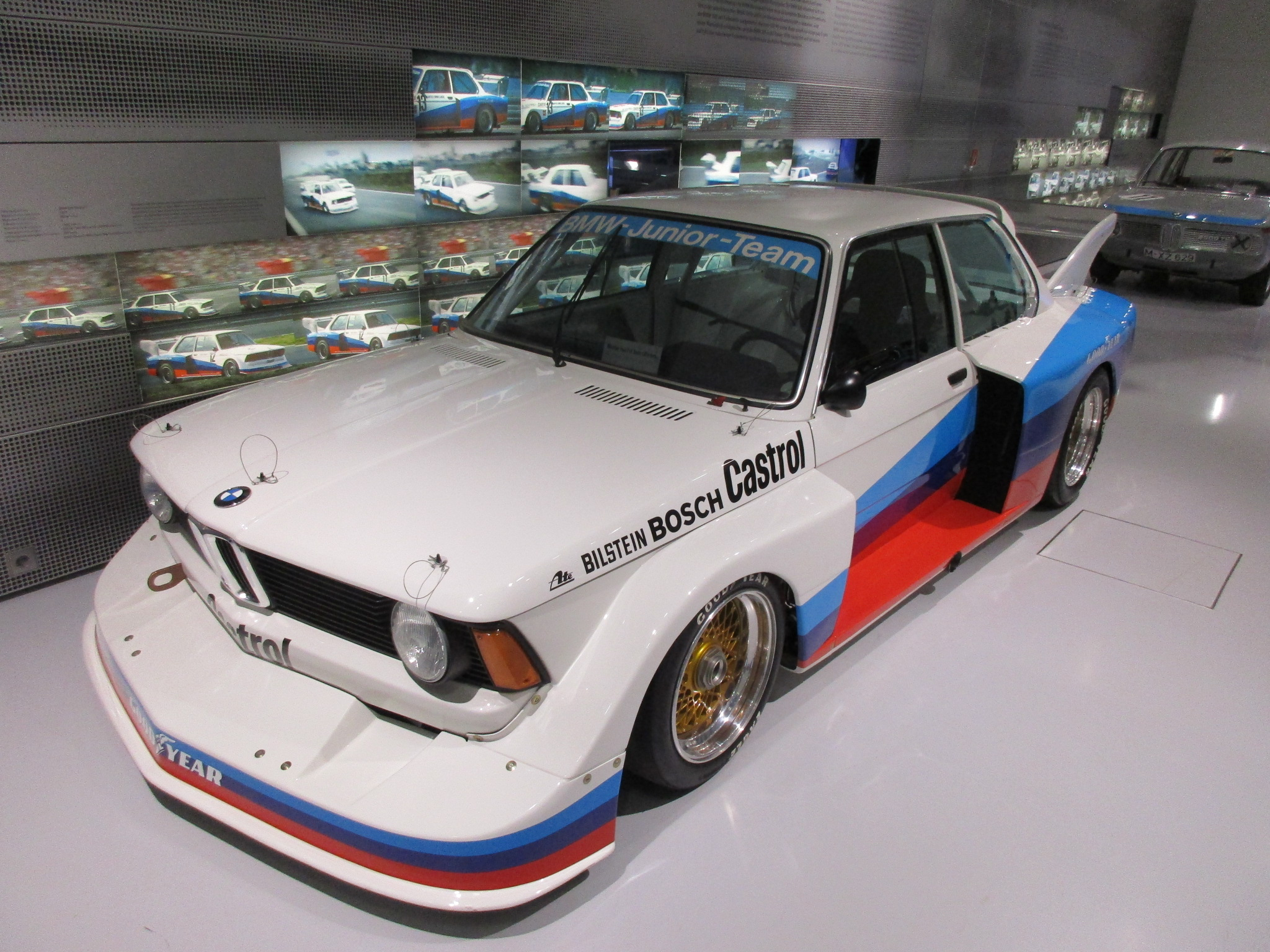
Renndebüt des Werks-BMW 320i Turbo

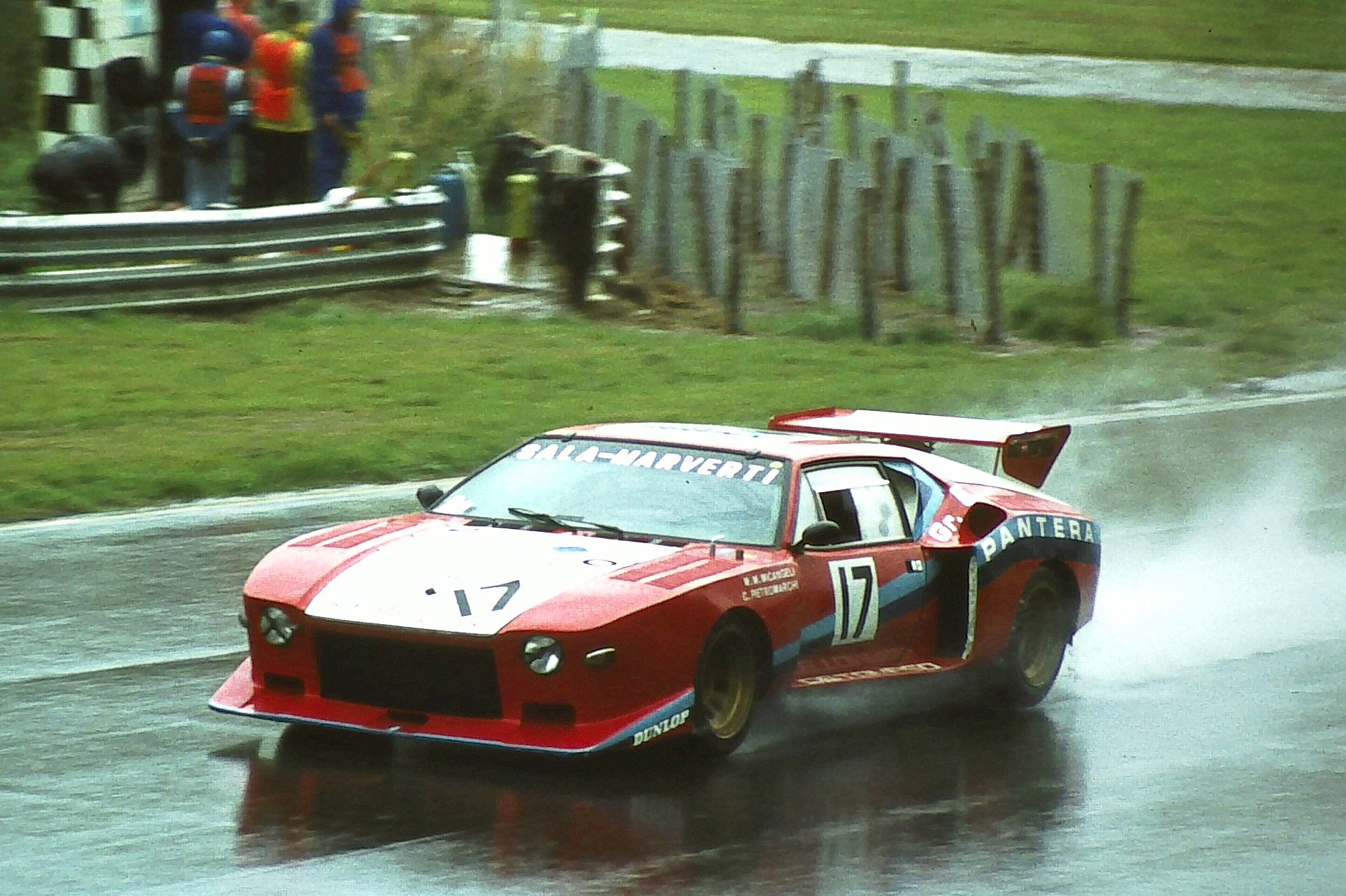
Der De Tomaso Pantera von Maurizio Micangeli, Carlo Pietromarchi und Marco Micangeli

Das 6-Stunden-Rennen von Brands Hatch 1977, auch Rivet Supply 6 Hours, Brands Hatch, fand am 25. September in Brands Hatch statt und war der 15. Wertungslauf der Sportwagen-Weltmeisterschaft dieses Jahres.

## Das Rennen
Regen war der Spielverderber beim 6-Stunden-Rennen in Brands Hatch. Es war ein trüber und regnerischer Renntag, der nur 7000 Zuschauer an die Rennstrecke brachte. Nach einer Stunde Rennzeit war der Regen so stark geworden, dass die gesamte Strecke unter Wasser stand. 15 Minuten später brach die Rennleitung ab.  Zu diesem Zeitpunkt führte Jacky Ickx im Werks-Porsche 935 mit bereits zwei Runden Vorsprung auf Manfred Schurti in einem weiteren 935. Sechste war  Lella Lombardi im schnellsten 3-Liter-Porsche. Für den neuen Werks-BMW 320i Turbo war das Rennen schon zu Ende. Im Training war Ronnie Peterson im BMW fast so schnell wie Jacky Ickx im Porsche. Sein Rückstand auf die Pole-Position-Zeit von 1:26,250 Minuten betrug nur 1/10-Sekunde. Im Rennen duellierte sich Hans-Joachim Stuck mit Ickx im Porsche um die Führung, ehe er in der Woodcote-Kurve von der Strecke abkam und verunfallte.
Nach zwei Stunden Pause wurde das Rennen auf nunmehr trockener Bahn neu gestartet. Dabei wurden die Ergebnisse des ersten Teils komplett gestrichen. Bis auf den verunfallten Werks-BMW konnten alle Teams antreten. Wieder gelang es Jacky Ickx schnell dem restlichen Feld zu enteilen. Mit seinem Partner Jochen Mass gelang ihm ein ungefährdeter Gesamtsieg mit einem Vorsprung auf Schurti und Edgar Dören in einem weiteren Porsche 935.

## Ergebnisse

### Schlussklassement
| 1               | Gr. 5 | 1  | Martini Racing        | Jochen Mass Jacky Ickx                                | Porsche 935/77      | 103 |
| 2               | Gr. 5 | 7  | Max Moritz            | Manfred Schurti Edgar Dören                           | Porsche 935         | 101 |
| 3               | Gr. 5 | 3  | Porsche Kremer Racing | Reinhold Joest Bob Wollek Franz Konrad                | Porsche 935         | 97  |
| 4               | Gr. 5 | 2  | Porsche Kremer Racing | Bob Wollek Nick Faure                                 | Porsche 935         | 95  |
| 5               | Gr. 5 | 14 | Valvoline Deutschland | Eberhard Sindel Günter Steckkönig                     | Porsche 935         | 94  |
| 6               | GT    | 9  | Schiller Racing Team  | Claude Haldi Angelo Pallavicini                       | Porsche 934         | 92  |
| 7               | GT    | 25 | Bracey Charnell       | Mike Franey Barrie Williams                           | Porsche Carrera RSR | 92  |
| 8               | Gr. 5 | 33 | Faltz Racing          | Manfred Winkelhock Tom Walkinshaw                     | BMW 320i            | 92  |
| 9               | Gr. 5 | 26 | Jan Lundgardh         | Jan Lundgardh Preben Kristoffersen                    | Porsche Carrera RSR | 91  |
| 10              | GT    | 4  | Porsche Kremer Racing | Dieter Schornstein Alain Peltier                      | Porsche 934         | 90  |
| 11              | GT    | 24 | Mike Fisher           | Danny Sullivan Brian Classic Mike Fisher              | Porsche Carrera RSR | 90  |
| 12              | Gr. 5 | 23 | Charles Ivey          | Pete Lovett John Rulon-Miller                         | Porsche Carrera RSR | 87  |
| 13              | GT    | 10 | Citta dei Mille       | Gabriele Gottifredi Girolamo Capra Angelo Cogato      | Porsche 934         | 86  |
| 14              | Gr. 5 | 17 | Maurizio Micangeli    | Maurizio Micangeli Carlo Pietromarchi Marco Micangeli | De Tomaso Pantera   | 85  |
| 15              | Gr. 5 | 31 | Chaminot              | Mike Chittenden David Mercer                          | Lotus Elan          | 84  |
| 16              | Gr. 5 | 15 | Stratstone            | Tim Goss Bob Neville                                  | MGB GT V8           | 80  |
| 17              | T     | 34 | Colt                  | Brian Muir Andrew Shanks Michael Ostroumoff           | Colt Lancer G-2     | 78  |
| Ausgefallen     |       |    |                       |                                                       |                     |     |
| 18              | Gr. 5 | 5  | Porsche Kremer Racing | Volkert Merl Peter Hähnlein                           | Porsche 934/5       | 36  |
| 19              | Gr. 5 | 22 | Hahn Sportwagen       | Klaus Utz Armin Jahn                                  | Porsche Carrera RSR | 31  |
| 20              | GT    | 27 | Spike Anderson        | Win Percy Clive Richardson                            | Datsun 240Z         | 29  |
| 21              | Gr. 5 | 21 | Kenneth Leim          | Lella Lombardi Kenneth Leim                           | Porsche Carrera RSR | 16  |
| Nicht gestartet |       |    |                       |                                                       |                     |     |
| 22              | Gr. 5 | 20 | BMW Motorsport GmbH   | Hans-Joachim Stuck Ronnie Peterson                    | BMW 320i Turbo      | 1   |

1 nach dem Unfall im ersten Rennen, kein Start im Zweiten

### Nur in der Meldeliste
Hier finden sich Teams, Fahrer und Fahrzeuge, die ursprünglich für das Rennen gemeldet waren, aber nicht daran teilnahmen.
| Pos. | Klasse | Nr. | Team                       | Fahrer                                 | Chassis               |
| ---- | ------ | --- | -------------------------- | -------------------------------------- | --------------------- |
| 23   | Gr. 5  |     | Autohaus Max Moritz        |                                        | Porsche 935           |
| 24   | Gr. 5  |     | JMS Racing                 | Claude Ballot-Léna Michel Leclère      | Porsche 935           |
| 25   | Gr. 5  |     | Gelo Racing Team           | Rolf Stommelen Toine Hezemans          | Porsche 935           |
| 26   | T      |     | Smith-Kendon Travel Sweets | Roger Bell                             | Mazda RX-2            |
| 27   | T      |     | Smith-Kendon Travel Sweets | Wendy Markey Tom Hunt                  | Mazda RX-2            |
| 28   | GT     | 11  | Citta dei Mille            | Carlo Rebai Bruno Rebai                | Porsche 934           |
| 29   | Gr. 5  | 16  | Hans-Christian Jürgensen   | Hans-Christian Jürgensen Wolfgang Sell | Porsche 934           |
| 30   | T      | 28  | Smith-Kendon Travel Sweets | John Markey David Palmer               | Mazda Cosmo RX-5      |
| 32   | Gr. 5  | 32  | Datsun Nederlands          | Alec Poole Tom Coronel senior          | Datsun Sunny Coupé GX |

### Klassensieger
| Klasse | Fahrer       | Fahrer             | Fahrer             | Fahrzeug        | Platzierung im Gesamtklassement |
| ------ | ------------ | ------------------ | ------------------ | --------------- | ------------------------------- |
| Gr. 5  | Jochen Mass  | Jacky Ickx         |                    | Porsche 935/77  | Gesamtsieg                      |
| GT     | Claude Haldi | Angelo Pallavicini |                    | Porsche 934     | Rang 6                          |
| T      | Brian Muir   | Andrew Shanks      | Michael Ostroumoff | Colt Lancer G-2 | Rang 17                         |

### Renndaten
- Gemeldet: 32
- Gestartet: 21
- Gewertet: 17
- Rennklassen: 3
- Zuschauer: 7000
- Wetter am Renntag: erst Regen, dann trocken
- Streckenlänge: 4,207 km
- Fahrzeit des Siegerteams: 2:44:30,800 Stunden
- Gesamtrunden des Siegerteams: 103
- Gesamtdistanz des Siegerteams: 433,237 km
- Siegerschnitt: 158,007 km/h
- Pole Position: Jacky Ickx – Porsche 935/77 (#1) – 1:26,250 = 175,562 km/h
- Schnellste Rennrunde: unbekannt
- Rennserie: 15. Lauf zur Sportwagen-Weltmeisterschaft 1977